# 纳吉·温采
洛嵩茨的納吉·温采（匈牙利語：Losonci Nagy Vince，1886年3月4日—1965年6月1日）是一位匈牙利政治人物，曾在1918年至1919年間擔任匈牙利民主共和國政府的內政部長。匈牙利蘇維埃共和國成立後，他回到故鄉薩圖馬雷，卻在那裡遭羅馬尼亞佔領軍逮捕，被關了9個月。
納吉在1922年成為律師，1928年成為獨立黨黨主席。1944年3月21日，納粹德國佔領匈牙利，納吉因曾發表反納粹言論而逃亡。二戰結束後，納吉拒絕與匈牙利共產黨合作，這也是他與其他18位成員被逐出共產黨的原因。
1948年，納吉移居美國。他是匈牙利裔移民政治的參與者，此外，他也是自由歐洲電台的顧問。

## 作品
- Szálasi és társai a vádlottak padján

## 外部連結
- Magyar Életrajzi Lexikon （页面存档备份，存于）

| 官衔                     | 官衔                     | 官衔                          |
| ------------------------ | ------------------------ | ----------------------------- |
| 前任： Tivadar Batthyány | 匈牙利內政部長 1918–1919 | 繼任： Jenő Landler Béla Vágó |